# Schmalzgrube (Scheidegg)
Schmalzgrube (westallgäuerisch: Schmaltsgruəbə) ist ein Gemeindeteil der Marktgemeinde Scheidegg im bayerisch-schwäbischen Landkreis Lindau (Bodensee).

## Geographie
Die Einöde liegt circa 0,7 Kilometer südöstlich des Hauptorts Scheidegg und zählt zur Region Westallgäu.

## Ortsname
Der Ortsname ist ein Synonym für eine Vorratskammer. Der Begriff könnte auch ironisch für einen lehmigen, wenig ertragreichen Boden stehen.

## Geschichte
Der Ort wurde erstmals im Jahr 1950 mit einem Wohngebäude im Ortsverzeichnis erwähnt.